# Thursby

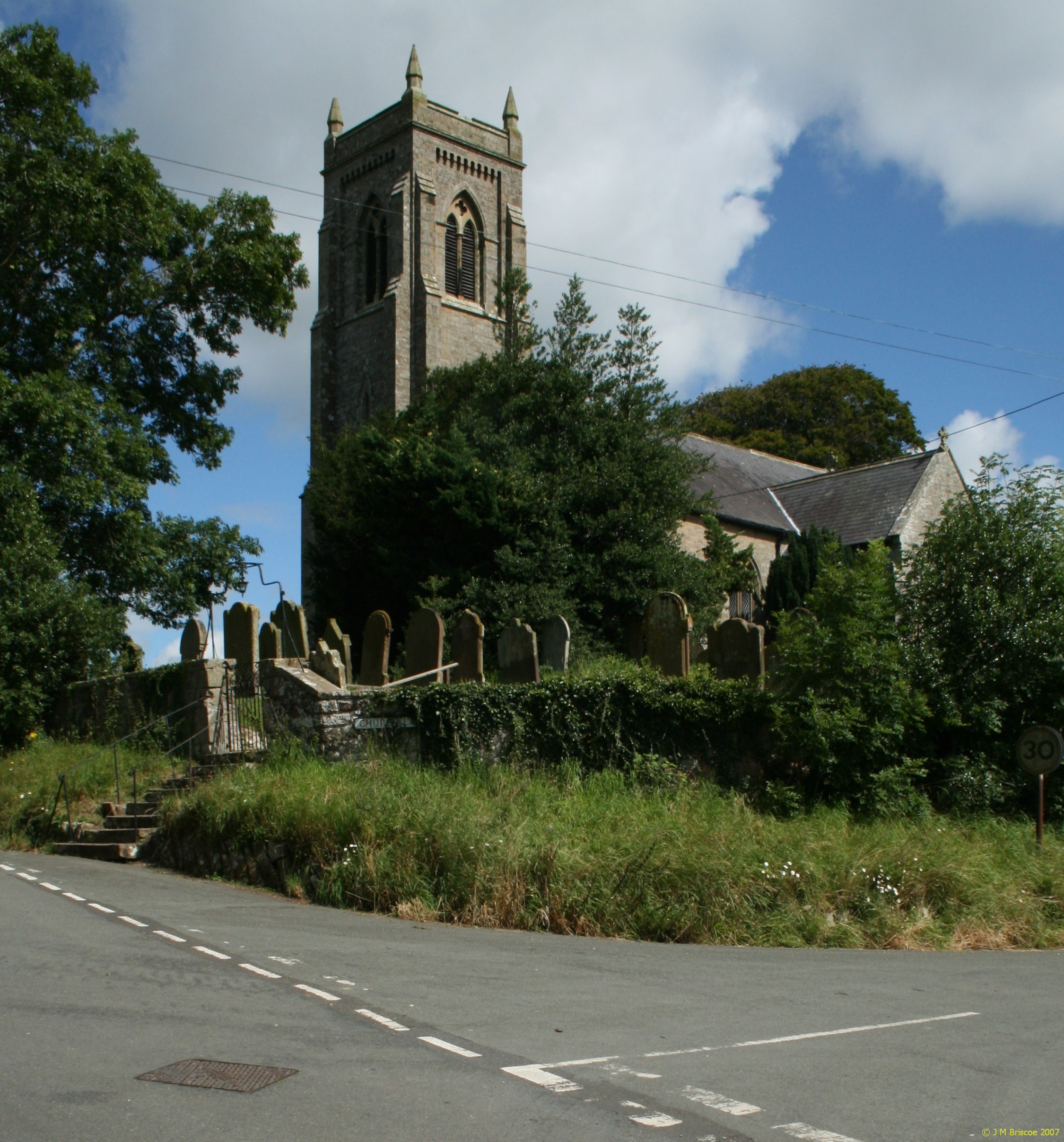
St-Andrew-Kirche von Thursby

Thursby ist eine Gemeinde in der Nähe von Carlisle im nordwestlichen Teil Englands, der Lake District genannt wird. Das Dorf wird von der viktorianischen St-Andrews-Kirche dominiert, die 1846 erbaut worden ist.
Der Name kommt aus dem Altnordischen Þórisbý = „Dorf das dem Mann der Þórir genannt wird gehört“. Angeblich gab es in der Nähe bei Woodriggs einen Tempel, der dem nordischen Gott Thor geweiht war.
In Thursby wurde Sir Thomas Bouch geboren, der als einer der großen Ingenieure seiner Zeit gilt. Von ihm stammt zum Beispiel die Firth-of-Tay-Brücke in Schottland und mehrere Straßenbahn-Entwicklungen in verschiedenen englischen Städten. Wegen dieser großen Bauleistung wurde er unmittelbar nach Eröffnung der Brücke zum Ritter geschlagen.
Thursby liegt an der A 595, die sich in Höhe des Ortes in die A 596 teilt. Südlich des Ortes verläuft die Eisenbahnlinie von Carlisle nach Barrow-in-Furness, die hier allerdings keine Station hat.
Etwa eine Meile westlich des Ortes liegt der Gutshof Crofton Hall, ein 3000 ha großes Gelände, das seit dem 13. Jahrhundert bis in die 1930er Jahre ununterbrochen der Brisco-Familie gehörte. Die Gebäude sind heute weitgehend verfallen, der Zuschnitt des Geländes gibt aber noch ein klares Bild von der imposanten Anlage wieder. Ein Teil des Geländes wird heute noch für die Milch- und Käseproduktion genutzt.

## Persönlichkeiten
- Thomas Bouch (* 1822 in Thursby; † 1880 in Moffat/Schottland), Ingenieur der Firth-of-Tay-Brücke